# Al-Mustafawijja
Al-Mustafawijja (arab. المصطفاوية) – wieś w Syrii, w muhafazie Al-Hasaka. W 2004 roku liczyła 1112 mieszkańców.